# 新・演歌名曲コレクション3 -みれん心-
『新・演歌名曲コレクション3 -みれん心-』は、日本の演歌歌手氷川きよしのアルバム。2016年6月14日発売。発売元は日本コロムビア。

## 概要
Aタイプ・初回完全限定スペシャル盤とAタイプ・通常盤の二種リリース。Aタイプには「東京音頭、MV」「東京音頭、振付指導映像」が収録されたDVD付。Aタイプ・Bタイプそれぞれ、ジャケット写真及び歌詞ブックレットの写真内容が異なる。

## 収録曲
1. 黒潮海流　[4:41]
作詩:万城たかし
作曲:宮下健治
編曲:伊戸のりお
2. 奥入瀬旅情　[3:58]
作詩:仁井谷俊也
作曲:樋口義高
編曲:若草恵
3. おとこの街道　[4:14]
作詩:菅麻貴子
作曲:桧原さとし
編曲:丸山雅仁
4. きよしのへっちゃらマンボ　[3:10]
作詩:仁井谷俊也
作曲:宮下健治
編曲:伊戸のりお
5. 二度泣き橋　[4:22]
作詩:喜多條忠
作曲:大谷明裕
編曲:伊戸のりお
6. みれん心　[4:30]
作詩:志賀大介
作曲:水森英夫
編曲:伊戸のりお
7. 酒は涙か溜息か　[3:31]
作詩:高橋掬太郎
作曲:古賀政男
編曲:石倉重信
オリジナル歌唱:藤山一郎
8. 新妻鏡　[4:15]
作詩:佐藤惣之助
作曲:古賀政男
編曲:石倉重信
オリジナル歌唱:霧島昇
9. 次男坊鴉　[3:23]
作詩:萩原四朗
作曲:倉若晴生
編曲:石倉重信
オリジナル歌唱:白根一男
10. スーダラ節　[2:54]
作詩:青島幸男
作曲:萩原哲晶
編曲:石倉重信
オリジナル歌唱:植木等
11. 望郷酒場　[4:12]
作詩:里村龍一
作曲:桜田誠一
編曲:伊戸のりお
オリジナル歌唱:千昌夫
12. 流氷子守歌　[4:10]
作詩:池田充男
作曲:曽根幸明
編曲:石倉重信
オリジナル歌唱:山川豊